# André Wurmser
André Wurmser, né à Paris le 27 avril 1899 et mort à Paris le 6 avril 1984, est un journaliste et écrivain français. Il a également écrit sous le pseudonyme de Casimir Lecomte.
Il fut notamment secrétaire du Comité de vigilance des intellectuels antifascistes (1934-1939), rédacteur en chef de la revue  Russie d'aujourd'hui (1937-1939), membre du comité directeur des Amis de l'Union soviétique, et éditorialiste au journal L'Humanité (1954-1984).

## Biographie
André Wurmser naît à Paris dans une famille de la « petite bourgeoisie juive ». Après des études commerciales, il est employé dans une maison de commission, puis devient assureur-conseil.
Son goût pour la littérature le pousse à écrire lui-même. Il publie en 1929 un premier roman : Changement de propriétaire.
L'instauration du nazisme en Allemagne, puis l'émeute du 6 février 1934 à Paris menée par la droite et l'extrême droite, l'amènent à s'engager dans l'action politique. Il devient l’un des secrétaires du Comité de vigilance des intellectuels antifascistes dans lequel il joue un rôle actif.
Collaborateur de l'hebdomadaire Vendredi de sa création en 1935, jusqu'à sa disparition en 1938, il est de 1937 à 1939 rédacteur en chef de Russie d'aujourd'hui, publication mensuelle de l'Association des amis de l'Union soviétique. En avril 1938, il y signe notamment un article « Le trotskísme contre L'Espagne » dans la ligne des attaques menées par l'Union soviétique stalienne contre les différents mouvements communistes indépendants, dont le Parti ouvrier d'unification marxiste (POUM) en Espagne.
Il collabore aussi régulièrement à l'Humanité qui publie chaque semaine un épisode d'« un petit conte ubuesque », qu'il signe Casimir Lecomte (ce prénom étant le sobriquet dont le colonel de La Rocque a été affublé) et qui narre les aventures d'un membre des Croix-de-Feu.
Il participe à la Résistance dans la région toulousaine, où il s'est replié après sa démobilisation. Il est le directeur de l'organe clandestin du Front national (de la résistance) à Toulouse, Le Patriote du Sud-Ouest, journal qui devient quotidien régional en août 1944. C'est à ce titre qu'il est désigné président du Syndicat des quotidiens régionaux et vice-président de la Fédération nationale la presse française.
À la fin de l'année 1945, il rejoint Paris. Militant communiste à partir de 1942, André Wurmser collabore à plusieurs journaux liés au Parti communiste français : Front national, jusqu'en novembre 1946, Les Lettres françaises, Ce soir, L'Humanité. Pour sa contribution à ces deux derniers titres, il se spécialise comme éditorialiste de « billets » quotidiens, qui lui assurent la notoriété. 
Durant la guerre froide, André Wurmser ne met jamais en doute la politique stalinienne en URSS et dans les pays de démocratie populaire. Sa confiance dans les régimes communistes au pouvoir lui fait approuver le verdict du procès de László Rajk et nier l’existence des camps en URSS. 
En 1949, il est, en tant que directeur des Lettres françaises, au cœur du procès Kravtchenko dans lequel il est condamné pour diffamation. Une note du 26 avril 1950, conservée dans son dossier biographique à Moscou, souligne son « grand travail pour démasquer les partisans de Tito » dans les milieux intellectuels et l’efficacité de sa campagne contre V. Kravchenko. En 1953 et 1954, en raison de ses activités de polémiste soutenant la politique stalinienne, il reçoit régulièrment des « indemnités » de la part de la banque d'État polonaise.
En 1956, en dépit des révélations du XXe congrès du Parti communiste de l’Union soviétique montrant l’ampleur de la répression en Russie soviétique, il choisit de rester au parti.
En plus de son activité journalistique, André Wurmser poursuit son travail littéraire. Il publie notamment en 1964 une étude approfondie de l'œuvre de Balzac sous le titre : La Comédie inhumaine. Ce travail lui inspire cette remarque quelques années plus tard : « Un peu de balzacianisme éloigne du communisme, toute la comédie humaine y ramène. » Ses essais critiques, réunis sous le titre Conseils de révision et parus en 1972, obtiennent le grand prix de la critique littéraire. En 1979, il publie ses mémoires : Fidèlement vôtre. Soixante ans de vie politique et littéraire.

## Famille
Il est le père du musicologue Frédéric Robert, connu notamment pour ses travaux sur la composition de La Marseillaise.

## Publications
- Changement de propriétaire, Paris : Gallimard, 1930 (1929 d'après le cachet du Dépôt légal), 223 p. (au moins 5 éditions)
- Courrier de la solitude, Paris : Gallimard, 1930, in-16°, 235 p.
- Les Croix de feu, leur chef, leur programme, Paris : Comité de vigilance des intellectuels antifascistes, 1935, in-8°, 48 p. (Plusieurs éditions.)
- Ce qu'il faut savoir de l'U.R.S.S., Toulouse, brochure clandestine, 1943
- L'Adolescence est le plus grand des maux, Paris : la Bibliothèque française, 1946, in-16, 287 p. (Le texte est repris en t. II de l'ouvrage Un homme vient au monde)
- Dictionnaire pour l'intelligence des choses de ce temps, avec des illustrations de Louis Touchagues, Paris : Sagittaire, 1946, in-16, XXVIII-118 p.
- L'Enfant enchaîné, roman, Paris : La Bibliothèque française, 1946, in-16°, 255 p (Ce texte est repris dans le t. I de l'ouvrage Un homme vient au monde)
- L'assassin est mort le premier, Paris : P. Dupont, collection Œdipe, 1946, in-16, 205 p. — Réédition en 1963, Paris : Les Éditeurs français réunis.
- De Gaulle et les siens, Paris : Éditions Raisons d'être, 1947, in-16°, 248 p.
- Aux meilleurs Français et aux pires (Lettres de Budapest), avec Louise Mamiac, Paris : les Éditeurs français réunis, 1954, in-16, 261 p.
- mais... dit André Wurmser, Paris : Les Éditeurs français réunis, 1961, 305 p.
- Mémoires d'un homme du monde, Éditeurs Français Réunis, 1964, 302 p
- La Comédie inhumaine, Paris : Gallimard, 1964, in-8°, 808 p. ; réédition: 1979, 840 p.
- Conseils de révision, Paris : Gallimard, 1972, 360 p. (Recueil de textes extraits pour la plupart de diverses revues et publications de 1951 à 1969.)
- L'éternel, les juifs et moi, Le Pavillon, Roger Maria Éditeur, 1970, 190 p.
- Fidèlement vôtre. Soixante ans de vie politique et littéraire, Paris : Grasset, 1979, 504 p.
- Discours de réception fatalement imaginaire de mon successeur à l'Académie française, Paris : Temps actuels, 1981, 261 p. (Ouvrage composé d'extraits de l'Humanité de 1976-1981)
- Le Dernier kaléidoscope, recueil de nouvelles, Paris : Gallimard, 1982, 272 p.